# Nemoscolus
Nemoscolus is een geslacht van spinnen uit de  familie van de wielwebspinnen (Araneidae).

## Soorten
- Nemoscolus affinis Lessert, 1933
- Nemoscolus caudifer Strand, 1906
- Nemoscolus cotti Lessert, 1933
- Nemoscolus elongatus Lawrence, 1947
- Nemoscolus kolosvaryi Caporiacco, 1947
- Nemoscolus lateplagiatis Simon, 1907
- Nemoscolus laurae (Simon, 1868)
- Nemoscolus niger Caporiacco, 1936
- Nemoscolus obscurus Simon, 1897
- Nemoscolus rectifrons Roewer, 1961
- Nemoscolus semilugens Denis, 1966
- Nemoscolus tubicola (Simon, 1887)
- Nemoscolus turricola Berland, 1933
- Nemoscolus vigintipunctatus Simon, 1897
- Nemoscolus waterloti Berland, 1920